# Розтока (Тарновський повіт)
Розтока (пол. Roztoka) — село в Польщі, у гміні Заклічин Тарновського повіту Малопольського воєводства.
Населення — 234 особи (2011).
У 1975-1998 роках село належало до Тарновського воєводства.

## Демографія
Демографічна структура станом на 31 березня 2011 року:
|          | Загалом | Допрацездатний вік | Працездатний вік | Постпрацездатний вік |
| -------- | ------- | ------------------ | ---------------- | -------------------- |
| Чоловіки | 123     | 27                 | 90               | 6                    |
| Жінки    | 111     | 22                 | 68               | 21                   |
| Разом    | 234     | 49                 | 158              | 27                   |